# Eugênia Álvaro Moreyra
Pour les articles homonymes, voir Álvaro.
Eugênia Álvaro Moreyra, née le 6 mars 1898 et morte le 16 juin 1948, est une journaliste, actrice et metteuse en scène brésilienne.

## Biographie

### Enfance et formation
Elle est élevée à domicile.

### Carrière
Eugênia a obtenu un emploi au journal A Rua, non pas en tant que journaliste, travaillant dans la salle de rédaction, mais en tant que reporter de rue, une activité, à l’époque, pas encore très courante au Brésil, même pas pour les hommes.
Eugénie n’avait alors que seize ans. Le fait a suscité l’attention de certains organes de presse de la ville, qui ont enregistré les nouvelles de manière satirique.
Au début des années 1930, Álvaro et Eugênia rejoignent le Parti communiste brésilien (PCB). Eugenia, dès lors, s’engage dans l'activisme politique.
Elle est poursuivie et arrêtée peu après le soulèvement communiste de 1935.
Avec la légalisation du Parti communiste, Eugênia se présenta sans succès à la Chambre fédérale.

### Vie de famille
Elle s'est mariée au poète Álvaro Moreyra.